# 獺祭 (日本酒)
獺祭（だっさい、Dassai）は、株式会社獺祭（旧・旭酒造株式会社）によって製造・販売されている日本酒の銘柄である。

## 概要
原料米に山田錦のみを使用した純米大吟醸酒で、ラベルに書かれた「獺祭」の字は、地元山口県出身の書道家山本一遊によって揮毫されている。旭酒造は、長きにわたって「旭富士」という銘柄（副原料を用いた普通酒）を主力としていたが、1990年（平成2年）に東京に本格的に進出するに際して「獺祭」という名の銘柄が考案された。精米歩合（いわゆる米の「磨き」）を高めて味わいを追求し、1992年（平成4年）に精米歩合23%の「獺祭 純米大吟醸 磨き二割三分」を発売。2012年（平成24年）には「獺祭 磨き その先へ」が発売される。普及価格帯の精米歩合は従来50%であったが、2019年（平成31年）4月1日からはこれを45%に高めて「獺祭 純米大吟醸45」として発売している。
内閣総理大臣在任中の安倍晋三は、2013年（平成25年）10月にロシア連邦大統領ウラジーミル・プーチンに、2014年（平成26年）4月に当時のアメリカ合衆国大統領バラク・オバマに獺祭を贈っている。バラク・オバマに贈られた獺祭はコーシャ認証を受けている（獺祭はコーシャ認証を受けた日本酒第一号）。また2023年（令和5年）4月に林芳正外務大臣（外相）は、長野県軽井沢町で開かれたG7外相会合の夕食会で獺祭を各国外相に振る舞い、日本の食文化をアピールした。
国際宇宙ステーション実験棟”きぼう”にて月面の重力（地球の約1/6）を再現し、「獺祭MOON – 宇宙醸造 」という人類初の宇宙での醸造に挑戦しており、2025年度内に醸造装置の完成を目指している。

## 名称
「獺祭」は旭酒造の三代目当主桜井博志が命名した。酒名の由来は、会社の所在地である岩国市周東町の獺越（おそごえ）という地名と、明治時代において俳句や短歌に革命をもたらしたとされる正岡子規が用いた俳号の一つ「獺祭書屋主人」であり、正岡子規のように進取の精神で質の高い酒を造ろうという思いが込められている。「獺祭書屋主人」は、書物を並べて思案する我が身を、獺（カワウソ）が獲物の魚を並べる「獺祭魚」に喩えた。また桜井がかつて群馬県内でスピード違反で取り締まりを受けた時、運転免許証を見た白バイ隊員が獺越という住所について「これ、なんちて読むんよ」と尋ねられ、製品に「獺」の字を使おうと考えていたという。

## 種類
| 酒名                                  | 精米歩合 | アルコール度数 | 出典         |
| ------------------------------------- | -------- | -------------- | ------------ |
| 獺祭 純米大吟醸 磨き二割三分          | 23％     | 16%            | [ 3 ] [ 28 ] |
| 獺祭 純米大吟醸 磨き二割三分 遠心分離 | 23％     | 16%            | [ 3 ] [ 28 ] |
| 獺祭 純米大吟醸 磨き三割九分          | 39%      | 16%            | [ 3 ] [ 28 ] |
| 獺祭 純米大吟醸 磨き三割九分 遠心分離 | 39%      | 16%            | [ 3 ] [ 28 ] |
| 獺祭 純米大吟醸45                     | 45%      | 16%            | [ 3 ] [ 28 ] |
| 獺祭 純米大吟醸 スパークリング45      | 45%      | 14%            | [ 3 ] [ 28 ] |
| 獺祭 磨き その先へ                    | 非公開   | 16%            | [ 3 ] [ 28 ] |

## 受賞

### モンドセレクション
2002年
- 「獺祭 純米大吟醸 磨き二割三分」が金賞を受賞

### Kura Master
2017年
- 「獺祭 純米大吟醸 磨き二割三分」が純米大吟醸部門で金賞を受賞

2018年
- 「獺祭 磨き その先へ」が純米大吟醸酒&純米吟醸部門でプラチナ賞を受賞
- 「獺祭 純米大吟醸 磨き二割三分 遠心分離」が純米大吟醸酒&純米吟醸部門で金賞を受賞

2019年
- 「獺祭 純米大吟醸 磨き二割三分 遠心分離」が純米大吟醸酒部門で金賞を受賞

2020年
- 「獺祭 純米大吟醸 磨き二割三分」が純米大吟醸酒部門で金賞を受賞

## DASSAI BLUE
「DASSAI BLUE」は獺祭の姉妹ブランドの日本酒である。旭酒造がアメリカ合衆国（米国）ニューヨーク州に建設した酒蔵「DASSAI BLUE SAKE BREWERY」が製造・販売し、ラインアップは「タイプ50」「タイプ35」「タイプ23」の3種類。2023年9月25日から同州の小売店およびレストラン向けに販売を開始。価格は日本から輸出される獺祭を多少下回る程度である。
名称はことわざである「青は藍より出でて藍より青し」に由来。ニューヨーク州の水を使用し、アメリカ在住者の好みに合わせてアルコール度数を下げている。
DASSAI BLUE SAKE BREWERYでの当初の生産量は、米国向け「獺祭」輸出量の4分の1にあたる500石（1石は180リットル）であり、10年後までに7,000石の生産を目指す。また操業開始当初は日本産の山田錦を酒米として使用するが、2024年1月頃からアーカンソー州産の山田錦の使用を開始し、いずれ全量をアメリカ産の酒米に切り替える予定である。

## 登場する作品
- 映画『キューティーハニー』[35]
- 映画『ヱヴァンゲリヲン新劇場版:序』[35][15][3]
- 映画『ヱヴァンゲリヲン新劇場版:破』[35]
- テレビアニメ『鹿楓堂よついろ日和』[36]
- テレビアニメ『たくのみ。』[37]

## 関連書籍
- 弘兼憲史『「獺祭」の挑戦 山奥から世界へ』サンマーク出版、2020年7月、ISBN 978-4-7631-3841-5
- 勝谷誠彦『獺祭 天翔ける日の本の酒』西日本出版社、2014年10月、ISBN 978-4-901908-91-7
  - 【改題】勝谷誠彦『獺祭 この国を動かした酒』扶桑社新書、2016年12月、ISBN 978-4-594-07637-5